# System x
System x（システムエックス）は、IBMが2006年から2014年まで販売していたx86サーバーのシリーズである。
2014年にIBMからレノボ社への事業移管が行われたため、2016年現在は、レノボから販売されている。
PC Serverシリーズ、NetFinityシリーズ、eServer xSeriesシリーズの後継シリーズである。xSeries以降は設計思想をX-Architecture（エックスアーキテクチャー）、Xtended Design Architecture (XDA、エックスディーエー)、 Enterprise X-Architecture (EXA、イーエックスエー)と呼んでおり、最新は「第六世代 Enterprise X-Architecture」(x6、エックスシックス)である。

## 名称
正式名称は「IBM System x」である。IBMのサーバー全体のブランド名「IBM Systems」を構成するシリーズ（System z、System i、System p、System x、System Storage）の1つで、x86サーバーのシリーズである。

## 歴史
ここではIBMのx86サーバー全体の歴史を記載する。
IBMは1981年のIBM PCでパーソナルコンピュータ市場に参入したが、1984年のPC/AT以降はNetWareなど企業のサーバー用途も増加し、更に1987年のIBM PS/2以降はOS/2など本格的なサーバー用途も可能となった。しかし製品系列としてはデスクトップPCとサーバーPCは分かれておらず、担当部門もIBM PC事業部(IBM PC Company(PCC))であった。
1996年のIBM PC Serverシリーズ（7xx、5xx、3xx）より、デスクトップPCのIBM PC SeriesやThinkPadから独立して、サーバー製品の1ブランドと位置づけられ、開発部門もサーバー事業部（システムテクノロジー事業部）の一部となった。
その後、ネットワーク・コンピューティングの提唱に合わせて1999年にはNetFinityシリーズ（8xxx、7xxxx、6xxxx、5xxx、4xxxx、3xxx、1xxx）に名称変更され、2001年のサーバーブランド統合でIBM eServer xSeries （4xx、3xx、2xx、1xx）に名称変更され、更に2005年のサーバーブランド名称変更（IBM Systems）でIBM System x （x3xxx）と名称変更された。
製品アーキテクチャ上は、いわゆるPC/AT互換機の1種であるが、2001年のeServer以降はメインフレームなど上位サーバー製品の技術を段階的に適用している。
また2002年には、買収したシークエント・コンピュータのNUMA技術を使用した、大規模SMPサーバーである x Series 400 を追加した。
2012年には、買収したPlatform Computing社の技術を使用した、スーパーコンピュータ領域のテクニカル・コンピューティング向けとして、高集積のSystem x iDataPlexを追加した。
なお、2005年のレノボへのPC事業売却は、対象はパーソナルコンピュータ事業（ThinkCentre、ThinkPad）のみで、System xを含めたサーバー事業は売却の対象外であった。その後2014年1月23日に、Flex Systems Integrated Systems、NeXtScale、iDataPlex、保守サービス業務を含むSystem xのサーバー事業もレノボに売却することが発表された。

## 詳細

### CPU
x86マイクロプロセッサ(System x以降は主にXeon)を搭載する。
なお、前身のx Seriesでは「IAサーバー」と称し、CPUはインテル製のみを搭載した（AMD製などのインテル製以外を搭載したPCサーバは「x Series」とは表記されなかった）。しかしSystem xからは「x86サーバー」と称し、インテル製以外を搭載したモデルも含むようになった。

### OS
正式サポートするOSは、モデルにもよるがWindows、Linux、VMware、Solarisである。

### X-Architecture
x Series以降では、基幹システムサーバに求められる設計思想（テクノロジーやツールの総称）をX-Architectureとを呼んでおり、以下の5世代がある。
- 2001年 第1世代 - X-Architecture (Xtended Design Architecture、XDA)[3]
  - 16CPUまで拡張可能
- 2003年 第2世代 - X-Architecture II (XDA II)[4]
- 2005年 第3世代 - X-Architecture (X3)
  - ホットスワップメモリを搭載
- 2007年 第4世代 Enterprise X-Architecture (eX4)
- 2010年3月 第5世代 Enterprise X-Architecture (eX5、エックスファイブ)[5]
  - 大容量メモリーの搭載が可能なMAX5、SSDパッケージのeXFlash、複数ノード構成のFlexNode

上記のほか、以下のテクノロジーやツールが含まれる。
- メモリー保護技術のActive Memory
- 冷却技術のCalibrated Vectored Cooling（キャリブレーテッド・ベクタード・クーリング）
- システム管理ソフトウェアのIBM Systems Director
- リモート管理のRSAアダプター

## 参照
1. ↑  ビッグデータの高度な分析にテクニカル・コンピューティングを活用 －スパコン領域の技術を搭載した製品群を企業向けに拡充－ - 日本IBM
2. ↑  Lenovo、IBMのx86サーバー事業の買収を計画
3. ↑  Xtended Design Architecture
4. ↑  Xtended Design Architecture II
5. ↑  次世代x86サーバー技術により、業界最大メモリー容量を実現